# Giuseppe Bertucci
Giuseppe Bertucci (Bardi, 5 agosto 1844 – Verona, 1926) è stato un patriota e fotografo italiano.

## Biografia
Figlio di Marco Giuseppe Napoleone, notaio, e di Felicita Rossi, nacque a Bardi nel parmense in una famiglia nota per gli ideali liberali e l'avversione alla dominazione straniera. Il nonno Giuseppe (Bardi, 1784-1856), anch'egli notaio e giacobino, fu uno strenuo oppositore del governo austriaco e per le sue idee liberali fu condannato nel 1822 a dieci anni di carcere (poi ridotti a cinque).
Giovanissimo, a quindici anni d'età, abbandonò il collegio dove frequentava gli studi per inseguire l'irresistibile mito di Garibaldi. Partecipò con entusiasmo e valore tra i “Cacciatori delle Alpi” ad azioni di guerra nella campagna del 1859, alla liberazione dell'Italia meridionale del 1860-1861 e alla terza guerra di indipendenza del 1866 in Trentino nel 2º Reggimento Volontari Italiani comandato dal tenente colonnello Pietro Spinazzi del Corpo Volontari Italiani, meritandosi una medaglia al valore nella Battaglia di Ponte Caffaro del 25 giugno e nella battaglia di Bezzecca.
Nel 1867 seguì nuovamente Garibaldi nella campagna dell'Agro Romano lottando nello sfortunato giorno della battaglia di Mentana. Nel 1870 fu alla presa di Roma tra le file dell'esercito regolare italiano.
Iniziò l'attività di fotografo a Mantova, per poi trasferirsi a Verona nel 1882, con la moglie e i primi quattro degli otto figli. Aprì lo studio fotografico in Stradone S. Tommaso dedicandosi alla ritrattistica: lo studio, vicino al fiume Adige, fu danneggiato il 17 settembre dello stesso anno dall'alluvione che egli ben documentò con 42 eccezionali fotografie. In seguito trasferì lo studio presso le Arche Scaligere, con una succursale in via Ponte Umberto. Nei primi anni del Novecento iniziarono a collaborare con il padre alcuni figli che poi proseguirono l'attività fino al 1958.
Fu premiato da Umberto I di Savoia per le foto dell'inondazione del Veronese del 1882, da Vittorio Emanuele III per le immagini scattate durante il terremoto di Calabria del 1908, e da “Sua Altezza Reale Principe Amedeo”.
Allo scoppio della prima guerra mondiale, nonostante avesse allora 71 anni, tempra da vecchio garibaldino, avrebbe voluto presentarsi ancora volontario per la liberazione del Trentino, ma il suo gesto gli fu impedito solo dalla ferma opposizione dei suoi familiari.
Morì nel 1926, nella casa di S. Maria in Chiavica e ai suoi funerali, a cui partecipò anche il pittore Angelo Dall'Oca Bianca, fu ricordato tanto il patriota quanto il grande fotografo.